# Льюис, Митчелл
Митчелл Льюис (англ. Mitchell Lewis, 26 июня 1880 — 24 августа 1956) — американский актёр.
Ветеран испанско-американской войны. Дебютировал в немом кино в 1914 году, появившись в дальнейшем в более чем 175 кинокартинах, как немых, так и звуковых. Наиболее известные фильмы с его участием — «Саломея» (1922), «Бен-Гур: история Христа» (1925), «Волшебник страны Оз» (1939) и «Храбрость Лесси» (1946). Умер в Калифорнии в 1956 году.

## Фильмография
- 1929 — Мадам Икс / Madame X — полковник Ганби